# Gerolamo Gaslini
Gerolamo Gaslini, conte di San Gerolamo (Monza, 3 luglio 1877 – Genova, 9 aprile 1964) è stato un imprenditore, filantropo e politico italiano.

## Biografia

### Vita privata
Gerolamo Gaslini nasce a Monza nel 1877 da Pietro Gaslini, piccolo artigiano appartenente ad una famiglia che si occupa della lavorazione dell'olio di semi, e da Bambina Baggioli, figlia di negozianti di oli. Nel 1889 è a Milano, iscritto in una scuola privata; nel 1891 si trova in collegio a Monza dove termina la sua carriera scolastica. Lavora come fattorino presso un commerciante e, poi, entra con mansioni operaie nell'azienda paterna, la Gaslini e Rizzi. Vi resta fino al 1896 quando, dopo un dissidio con il padre, si trasferisce a Genova, che a quel tempo era una città ricca d'industrie e finanza. Ancora diciannovenne conduce piccoli commerci, ma per lo scarso successo ottenuto chiede aiuto allo zio Emilio Gaslini, dal quale riceve 50.000 lire; da qui ha inizio la sua dinamica e instancabile vita. Disponendo di un piccolo capitale si dedica con varia fortuna al commercio nell'ambito portuale.
Nel maggio del 1905 sposa Lorenza Celotto, dalla quale ha due figlie: Germana (1903–1988) e Giannina (1906–1917), morta a 11 anni di appendicite e di peritonite.
Gerolamo Gaslini si dedica al mecenatismo: ad esempio, provvede all'acquisto di una scultura di Michelangelo, la Pietà Prenestina, per evitarne l'espatrio e la dona quindi allo Stato italiano. Nel 1957 riceve la laurea honoris causa in Medicina e Chirurgia dall'Università di Genova.

### Carriera

#### Attività imprenditoriale
Nel 1907, insieme al fratello Egidio, costituisce una società in nome collettivo, la Fratelli Gaslini, avente per oggetto il commercio e la rappresentanza di oli.
Dopo l'evento traumatico della morte prematura della figlia Giannina, Gerolamo prova a distaccarsi dall'azienda dimettendosi dalla carica di amministratore delegato, ma deve continuare nel suo ruolo quando, nel 1918, muore uno dei tre figli di Egidio.
Nel 1927 ha un conflitto con il fratello che lo accusa di aver venduto le sue azioni ad un gruppo concorrente. Questo ha degli obiettivi sull'azienda non concordi con quelli di Gerolamo che, quindi, fa in modo di far cedere queste azioni ad una società già pronta per rigirarle a lui In questo modo diventa l'unico proprietario dell'azienda, appoggiato comunque da diversi affidabili amici; da questo momento in poi avrà inizio la sua ascesa. Infatti nonostante le numerose e lunghe crisi economiche che l'Italia subisce, Gaslini riesce con il suo polso fermo e dittatura morale a non far cedere la sua azienda, a farla resistere alla crisi, potenziarla tecnologicamente e affiancarla ad altre aziende che lui stesso acquisisce non solo per diminuire la concorrenza ma anche per una questione di specializzazione nel campo. È così che arriva ad avere nel 1941 una rete di società di sua proprietà o controllate sparse in tutt'italia, da nord al centro, al sud e persino nelle isole. Non si tratta solo di industrie dello stesso settore, ma le imprese che egli acquisisce oltre quelle che si integrano con le olearie (Oleifici Gaslini) riguardano il campo immobiliare, alimentare (Biscottificio Wamar e Genepesca), finanziario (Banca Belinzaghi), e agricolo (Fondi Rustici, società con l'obiettivo di valorizzare l'attività agricola dei terreni posseduti).
Nel 1949 costituisce la Fondazione Gerolamo Gaslini che dota di tutto il suo patrimonio finanziario ed aziendale, così da garantire la copertura futura. Un modello più radicale di quello di Rockefeller (che aveva costituito una fondazione, ma senza dotarla di tutto il suo patrimonio) e che si discosta dal welfare aziendale in quanto rivolto al mondo esterno alla fabbrica.
L'avventura imprenditoriale di Gaslini ha diversi aspetti controversi. Gaslini è stato un capitano d'industria tendente al monopolio; tramite la Banca Belinzaghi ha trafficato con la Comit e ha costruito parte delle sue fortune speculando sui cambi e sulle materie prime. Dal 1927 al 1942 tiene una contabilità "nera" separata, dichiarando 37 milioni di lire di utili anziché 534.
Il senatore ha affiancato alle sue numerose imprese anche quella di mecenate, intervenendo in molte occasioni in favore dell'arte e della cultura in genere. Nel 1941, ad esempio, donò alla Biblioteca Universitaria di Genova due lotti di libri, manoscritti e edizioni a stampa del XV secolo.

#### Fondazione dell'Istituto Giannina Gaslini
Gaslini, nel 1917, decide di occuparsi della progettazione medica, istituzionale e architettonica di un nuovo grande centro pediatrico: “l'Istituto Giannina Gaslini”, dedicato alla figlia scomparsa prematuramente nello stesso anno. La sua decisione non è mossa da motivi economici, ma è l'"affetto incancellabile per la figlia Giannina, morta perché la scienza medica non è stata in grado di curarla", che spinge Gaslini a questo gesto altruistico volto ad evitare che la stessa sorte capiti a qualche altro bambino. L'Istituto viene fondato nel 1931 ed inaugurato nel 1938. Le spese per mantenerlo sono considerevoli. Gaslini chiarisce che con il suo patrimonio si provvede alla struttura, ai servizi ospedalieri e alla ricerca scientifica, mentre, le spese di gestione sono coperte dalle rette di degenza degli enti mutualistici o dai comuni di residenza degli assistiti.

#### Impegno politico
Nel 1928 si iscrive al Partito nazionale fascista, offrendo soldi per le iniziative sociali del regime in cambio di favori e stringendo i rapporti con Mussolini nel periodo compreso tra le due guerre. Nel 1932 riceve il titolo di cavaliere del lavoro e sette anni dopo viene nominato Senatore del Regno; successivamente gli viene concesso dal Re Vittorio Emanuele III il titolo di conte di San Gerolamo. Durante la Resistenza, come altri industriali del Nord, passa dalla parte dei partigiani. Nel dopoguerra, si lega alla Democrazia Cristiana di Alcide de Gasperi e del cardinale Giuseppe Siri.

### Ultimi anni
Non ancora ottantenne, Gaslini è assillato dal pensiero di fissare il testamento, solo che in mancanza di eredi maschi diretti decide, dopo non poche modifiche, di nominare suoi successori, metà a testa, la moglie e la figlia, e nel caso in cui loro avessero lasciato la presidenza allora sarebbe toccato all'arcivescovo di Genova Giuseppe Siri, con cui aveva stretto un rapporto.
Tra il 1960 e 1963, la Fondazione subisce gravi perdite, proprio nel periodo di maggiore sviluppo dell'economia italiana. Queste perdite sono sicuramente dovute alle spese per migliorare o addirittura ricostruire alcuni stabilimenti, ma anche per i costi di gestione e l'indebitamento bancario. Solo che, di questi mali che affliggono l'azienda si prende atto solo nel 1962, quando ormai Gaslini anziano e malato è pronto a dare le dimissioni. Vengono stabilite misure di ripresa, le aziende reagiscono e risalgono la classifica dei posti nel mercato italiano per quanto concerne la produzione di olio. Ma questo non basta per vincere i conflitti interni e la disorganizzazione dovuta soprattutto alla mancata percezione e adeguamento ad una società nel pieno del boom economico.
La crisi è dovuta anche al fatto che Gaslini non vuole rinunciare alla sua monocrazia interna e, benché vecchio, continua a voler essere l'unico capo, pretendendo che gli venga riferito tutto ciò che accade nelle aziende, e continuando così ad esercitare un centralismo decisionale che inizia a non piacere a tutti.
Ha vissuto una vita priva di lussi e agi all'insegna della parsimonia divenuta ormai proverbiale. Ma è parsimonia e non avarizia perché non bisogna dimenticare che Gaslini ha donato l'intero suo patrimonio all'Istituto pediatrico, in aggiunta ad altre opere di altruismo e solidarietà. Una personalità di assoluto rilievo, sia per la molteplice e spregiudicata attività di imprenditore, sia per l'impegno totale di filantropo innovatore.
La sua fondazione e il suo istituto saranno destinati a durare nel tempo, oltre la sua morte avvenuta il 9 aprile 1964 a Genova.

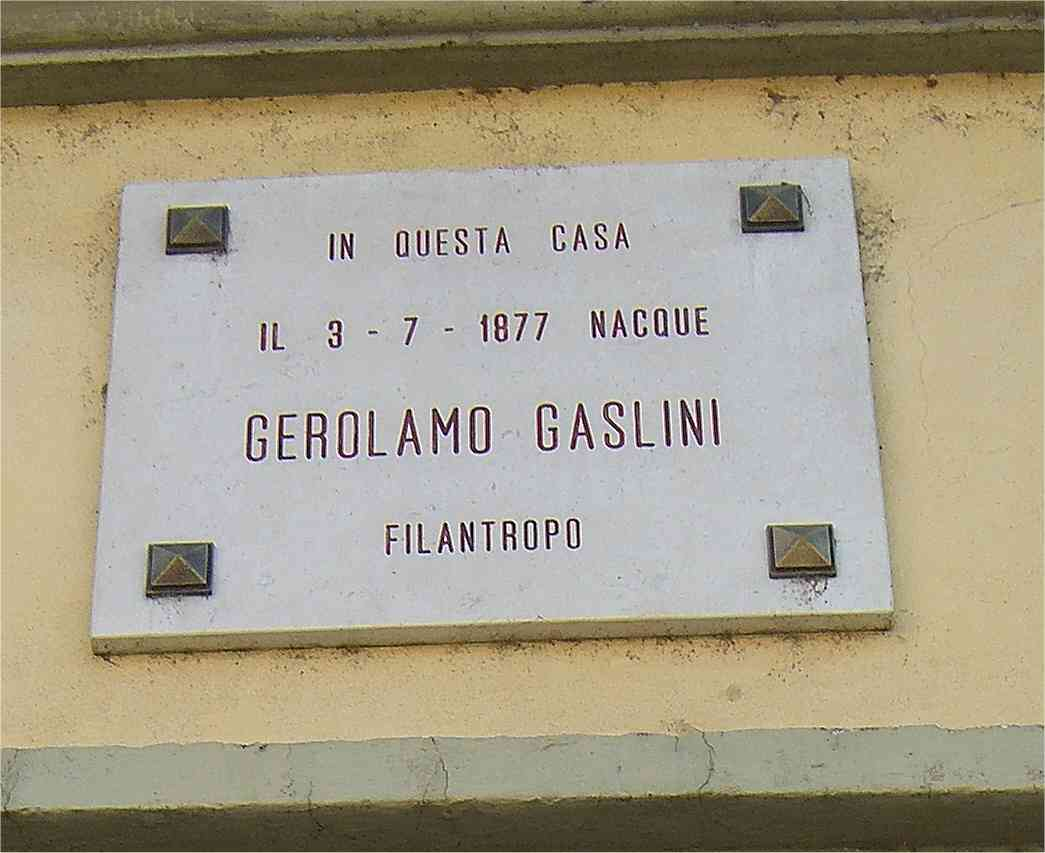
lapide sulla casa natale di Monza in via V.Emanuele ponte dei Leoni
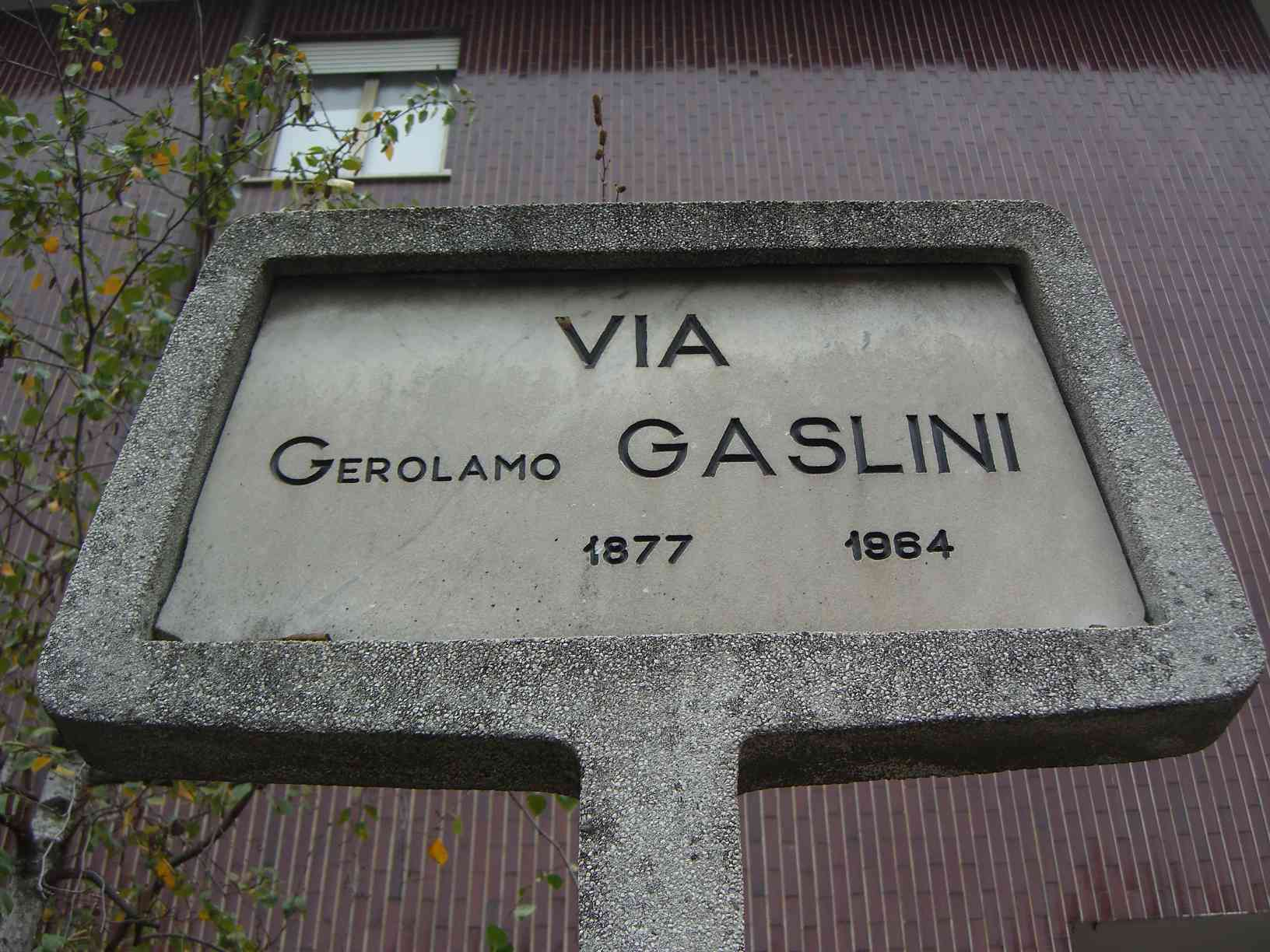
via a Monza dedicata a Gerolamo Gaslini